# Soy Luna
Soy Luna („Sunt Luna”) este o telenovelă argentiniană produsă de Disney Channel America Latină. Protagonista serialului este Karol Sevilla (Luna Valente), iar unul dintre co-protagoniști care a avut un rol în Violetta este Ruggero Pasquarelli (Matteo Balsano). Au fost confirmate 3 sezoane, adică 220 de episoade.
Producția a început pe 14 martie 2016, cu scenariul lui Gabriela Fiore, Jorge Edelstein, Marina Efron și Laura Farhi, cu regia lui Jorge Nisco. Pe 5 decembrie 2015, a fost difuzată o primă previzualizare promoțională. Pe 6 martie 2016 a avut loc previzualizarea VIP și, în cele din urmă, a fost lansată pe 14 martie 2016 în America Latină și pe 4 aprilie în Spania. În septembrie 2016 a fost reînnoit pentru un al doilea sezon, lansat pe 17 aprilie 2017.
Pe 13 mai 2017, Disney Channel a confirmat că serialul a fost reînnoit pentru un al treilea sezon. Filmările au început în iulie 2017 și s-au încheiat în decembrie al aceluiași an.
Pe 31 decembrie 2017, a fost lansat primul preview al celui de-al treilea sezon. Al treilea sezon a avut premiera pe 16 aprilie 2018 în America Latină și pe 25 iunie 2018 a avut premiera în Spania.
Pe 24 august 2017, a fost lansată aplicația numită Soy Luna - Your Story, fiind disponibilă pentru Android și App Store. Pe 10 decembrie 2017, a avut loc premiera Soy Luna en concierto (Soy Luna în concert). 
Disney a anunțat în cele din urmă că al treilea sezon va fi ultimul sezon al seriei care se va încheia pe 17 august 2018. După difuzarea ultimului episod al sezonului, a fost difuzat documentarul Soy Luna: The Journey.

## Acțiunea

### Primul sezon
Luna este o adolescentă care a fost adoptată de familia Valente din Cancun, Mexic. Lunei îi place să meargă cu rolele, fiind angajată prima dată la BurgerWheels. Cu toate acestea, viața ei se schimbă atunci când părinții ei primesc o ofertă de muncă la Conacul Benson în Buenos Aires, Argentina, unde va trebui să se mute întreaga familie. Ea va merge la liceul Blake South Collage și va avea propriul ei grup de prieteni: Nina (prietena ei cea mai bună), Ambar (dușmana ei), Delfina, Jazmin, Jim, Yam, Nico, Pedro, Matteo („Băiatul Fragă”) și cel mai bun prieten, Simon. Luna descoperă o lume a patinajului pe role, Jam & Roller, care o va face să viseze, să învețe și să muncească ca să devină cea mai bună patinatoare. Luna va reuși să devină pe zi ce trece o elevă mai bună la colegiu și trebuie să treacă peste toate obstacolele create de Ambar, impulsionată fiind de pasiunea ei. Cu determinare, entuziasm, pasiune pentru mersul cu rolele, noua ei dragoste pentru Matteo, dar și pentru Simon, va descoperi astfel dansul pe role, unde va cunoaște prieteni noi și va descoperi cine este cu adevărat: o fată isteață, frumoasă, inteligentă, pasionată, hotărâtă.

### Al doilea sezon
Un vis declanșează povestea care conduce personajele să facă față noilor provocări personale, pasiunilor, sentimentelor, astfel căutând să-și reafirme propria identitate. Luna așteaptă cu nerăbdare reuniunea ei cu Matteo. Dar el vine diferit și rezervat. Nimeni nu știe secretul ascuns de Matteo, dar Luna este gata să descopere misterul. Luna îl va ajuta pe Matteo să-și descopere adevărata lui pasiune și el se va confrunta cu presiunea tatălui său exigent. În familia Benson, sosirea tatălui lui Sharon a schimbat rutina și aduce înapoi amintiri din trecut. Luna se va apropia de acest om genial și amuzant. Relația dintre ei și cu ajutorul Ninei, va marca lucruri noi în viața Lunei și va ajuta la aflarea misterului din trecutul ei. Ambar, Jazmin, Delfina, Matteo, Gaston și Ramiro vor absolvi liceul BlakeSouth, iar la sfârșitul anului, va trebui să decidă pe ce cale vor merge pentru viitorul lor. 
Cu toate acestea, Matteo a văzut o dilemă profundă între dorința de al face mândru pe tatăl său, continuând o carieră distinsă la universitate, sau a alege să facă ceea ce el iubește cu adevărat. Ramiro descoperă un grup de patinatori de stradă, Adrenaline, care îl va ghida spre marea lui pasiune, patinajul. În afara școlii, popularitatea Lunei la Jam&Roller continuă să crească, iar acum pista este echipată cu camere video, care transmit în direct pe internet, pe un site numit Vidia. Pe lângă acest lucru se mai întâmplă și un eveniment neașteptat și dramatic, precum și o schimbare care va declanșa o criză, și îi va face pe toți să lucreze împreună.
La sfârșitul acestui sezon, Luna descoperă adevărata sa identitate ca Sol Benson.

### Al treilea sezon
Luna se reîntâlnește cu bunicul ei, acum că este Sol Benson, și devine noua moștenitoare a averii și viața din conac se schimbă radical. Luna va descoperi secretele trecutului și ale istoriei ei cu ajutorul Ninei. Împreună cu Nina, Jim și Yam se confruntă cu descoperirea a ceea ce vor să facă mai departe cu viața lor, acum că se află în ultimul an de liceu.
Pe de altă parte, copiii mai mari, Ámbar, Delfi, Jazmín, Matteo ,Ramiro și Gaston  își trăiesc primul an de după liceu, unde apar noi întrebări și provocări. În ceea ce privește dragostea, Luna se simte confuză în legătură cu Simón, cu toate acestea, Simón este acum atras de Ámbar care revine în versiunea ei întunecată, mai ticăloasă ca niciodată. În plus, Ramiro va explora o nouă etapă care îl va îndepărta de relația sa cu Yam. Și Matteo se întoarce să dea totul pentru a o recâștiga pe Luna.

## Personaje

### Protagoniști
- Karol Sevilla ca Luna Valente (Sol Benson) - Este o fată din Cancun care s-a mutat în Buenos Aires odată cu propunerea de muncă a noii proprietare a casei în care lucrau părinții săi, Sharon Benson, aceea de a le dubla salariul părinților Lunei și de a-i plăti școala la cel mai bun liceu din Argentina, o oportunitate datorită căreia a descoperit pasiunea ei pentru patinajul pe role. Prietena ei cea mai bună se numește Nina.
- Ruggero Pasquarelli ca Matteo Balsano - Este fostul iubit al lui Ambar și îi place de Luna. Este cel mai popular băiat din școală și de pe pistă.
- Valentina Zenere ca Ambar Smith - Este personajul negativ din cauza invidiei pe care o are pe Luna, simțind că aceasta îi invadează viața. Datorită răutății sale, Matteo s-a despărțit de ea.
- Michael Ronda ca Simón Álvarez - Este prietenul Lunei de o viață, sursa lui de inspirație a tuturor cântecelor compuse este Luna, iar iubirea pentru aceasta trece frontiera prieteniei. E chitaristul trupei Roller Band și angajat la Jam&Roller.

### Personaje secundare
- Giovanna Reynaud ca Emilia Mansfield- Este un personaj negativ, este prietena cea mai buna a lui Ambar în sezonul 3, în sezonul 2 ea este liderul echipei Sliders la Roda Fest. În sezonul 3 alaturi de Àmbar, Benicio și Ramiro formează echipa Red Sharks. Emilia este îndrăgostită mai întâi de Matteo, de Ramiro, apoi de Benicio.
- Malena Ratner ca Delfina Alzamendi (Delfi) - Este una dintre cele mai bune prietene ale lui Ambar și este îndrăgostită la început de Gaston, apoi de Pedro, cu care va avea o relație stabilă.
- Agustín Bernasconi ca Gastón Perida - Este cel mai bun prieten al lui Matteo și este îndrăgostit de Nina.
- Katja Martínez ca Jazmín Carvajal - Este una dintre prietenele lui Ambar și este îndrăgostită de Simon.
- Ana Jara ca Jimena Medina (Jim) - Este cea mai bună prietenă a lui Yam și este îndrăgostită de Ramiro la început, apoi de Nico.
- Chiara Parravicini ca Yamila Sánchez (Yam) - Este prietena cea mai bună a lui Jim, căreia îi place designul și este iubita lui Ramiro.
- Gastón Vietto ca Pedro Arias - E cel mai bun prieten al lui Nico. Este toboșarul trupei Roller Band și angajat la Jam&Roller ca și chelner. De asemenea este îndrăgostit de Tamara (în sezonul 1), apoi de Delfi.
- Jorge Lopez ca Ramiro Ponce - Un băiat egocentric și talentat, printre cei mai buni patinatori de la Roller , și iubitul lui Yam.
- Lionel Ferro ca Nicolás Navarro López (Nico) - E cel mai bun prieten al lui Pedro. Este basistul trupei Roller Band și angajat la Jam&Roller ca și chelner la stand. Este îndrăgostit de Jim.
- Carolina Kopelioff ca Nina Simonetti - Este cea mai bună prietenă a Lunei și este îndrăgostită de Gaston. Este o fată timidă, care își exprimă gândurile și sentimentele sub identitatea de FelicityForNow, care îi va aduce popularitatea. Este cea mai inteligentă fată din clasă.
- Luz Cipriota ca Tamara Rios - Este co-proprietara pistei de la Jam&Roller fiind uneori strictă, alteori înțelegătoare. (participă doar în primul sezon)
- Lucila Gandolfo ca Sharon Benson - Este nașa lui Ambar și mătușa Lunei. Ea este o femeie misterioasă și strictă, având multe secrete, unele dintre ele știute doar de Rey. Este sora lui Lili Benson (mama biologică a Lunei) și cumnata lui Bernie (soțul lui Lili și tatăl biologic al Lunei), de care era îndrăgostită.
- Rodrigo Pedreira ca Reinaldo (Rey) - Este secretarul personal al doamnei Sharon. Este un om care se impune prin autoritate, misterios și cu scopuri ascunse, cu unele secrete încă nedezvăluite.
- David Muri ca Miguel Valente - Este tatăl Lunei, care lucrează ca șeful angajaților în casa doamnei Sharon.
- Ana Carolina Valsagna ca Mónica Valente - Este mama Lunei, foarte protectoare. Lucrează ca bucătăreasă în vila doamnei Sharon.
- Estela Ribeiro ca Juliana / Marissa Mint - Este noua antrenoare a echipei Roller după plecarea Tamarei. În trecut era o patinatoare cunoscută, dar a suferit un accident încercând să facă un pas foarte greu.
- Diego Sassi Alcalá ca Martin Alcaraz (Tino) - Este prietenul lui Cato și șoferul doamnei Sharon.
- Germán Tripel ca Catolino Alcoba (Cato) - Este responsabilul de curățenie în casa doamnei Sharon și este îndrăgostit de Amanda.
- Roberto Carnaghi ca Alfredo Bilder - Este tatăl lui Sharon și a lui Lili, și bunicul biologic al Lunei.
- Antonella Querzoli ca Amanda - Este servitoarea și menajera doamnei Sharon.
- Paula Kohan ca Mora Barza - Este prietena părinților Ninei, având o relație cu tatăl Ninei, Ricardo.
- Ezequiel Rodríguez ca Ricardo Simonetti - Este tatăl Ninei, căruia îi place să mănânce pizza, să joace și să facă jocuri video. Ajunge să se îndrăgostească de Tamara, apoi de Mora, cu care va avea o relație.
- Caro Ibarra ca Ana Castro - Este mama Ninei și fosta soție a lui Ricardo, căreia îi place să mănânce sănătos și să facă sport.

### Personaje episodice
- Marcello Bucossi ca Roberto Muñoz - Este un om în vârstă de la un azil, care tușea excesiv și a murit în al treilea episod. El a transmis prin Tino și Cato doamnei Sharon că nepoata ei trăiește.
- Veronica Segura ca Soraya - Este fosta șefă a Lunei și a lui Simon din Mexic.
- Sebastian Villalobos ca el însuși - Este un youtuber care a fost invitat de Jazmin să ajute blogul „Fab and Chic” și este îndrăgostit de Ambar (în sezonul 1). A revenit în sezonul al 2-lea, fiind îndrăgostit de Luna.
- Sol Moreno ca Daniela - Este o prietenă mai veche a lui Simon din Mexic, și ajunge iubita lui. Dar ea se comportă urât cu Luna și vrea să o îndepărteze de Simon. Când Simon află că Daniela l-a mințit, se desparte de ea.
- Samuel Nascimento ca Santi Owen - Pentru un timp el s-a ocupat de echipa Roller și de formație. Odata cu incendiul care are loc la pista de la Roller ,acesta decide ca locul nu-i mai aduce profit si pleaca ,alaturi de platforma de streaming live “Vidia”

## Muzică
Serialul are o coloană sonoră formată din 4 albume:
- Soy Luna (2016)
- Música en ti (2016)
- La vida es un sueño (2017)
- Modo Amar (2018)

## Tururi internaționale
- Soy Luna en concierto (2017) - America Latină
- Soy Luna Live (2018) - Europa
- Soy Luna en vivo (2018) - America Latină

## Episoade
| Sezoane | Sezoane | Episoade | Episoade | Premiera originală | Premiera originală | Premiera în România | Premiera în România                          |
| Sezoane | Sezoane | Episoade | Episoade | Început            | Sfârșit            | Început             | Sfârșit                                      |
| ------- | ------- | -------- | -------- | ------------------ | ------------------ | ------------------- | -------------------------------------------- |
|         | 1       | 80       | 40       | 14 martie 2016     | 6 mai 2016         | 16 mai 2016         | 14 octombrie 2016                            |
|         | 1       | 80       | 40       | 4 iulie 2016       | 26 august 2016     | 14 noiembrie 2016   | 7 aprilie 2017                               |
|         | 2       | 80       | 40       | 17 aprilie 2017    | 9 iunie 2017       | 18 septembrie 2017  | 8 decembrie 2017                             |
|         | 2       | 80       | 40       | 7 august 2017      | 29 septembrie 2017 | 22 ianuarie 2018    | 11 mai 2018                                  |
|         | 3       | 60       | 30       | 16 aprilie 2018    | 25 mai 2018        | 15 octombrie 2018   | 22 ianuarie 2019                             |
|         | 3       | 60       | 30       | 17 august 2018     | 23 ianuarie 2019   | 18 aprilie 2019     | \| \| \| \| \| \| \| \| \| \| \| \| \| \| \| |
|         |         |          |          |                    |                    |                     |                                              |
|         |         |          |          |                    |                    |                     |                                              |
|         |         |          |          |                    |                    |                     |                                              |
|         |         |          |          |                    |                    |                     |                                              |

## Premiere internaționale
| Tara | Canal                           | Premiera - sezon 1 | Premiera - sezon 2 | Premiera - sezon 3 | Titlul   |  |       | Ref.   |
| --- | ------------------------------- | ------------------ | ------------------ | ------------------ | -------- |  | ----- | ------ |
| Argentina Bolivia Chile Columbia Cuba Costa Rica Ecuador El Salvador Guatemala Haiti Honduras Nicaragua Mexic Panama Paraguay Peru Republica Dominicană Uruguay Venezuela | Disney Channel America Latina   | 14 martie 2016     | 17 aprilie 2017    |                    | Soy Luna |  |       | [ 2 ]  |
| Brazilia | Disney Channel Brazilia         | 14 martie 2016     | 17 aprilie 2017    | Sou Luna           |          |  | [ 3 ] |        |
| Spania | Disney Channel Spania           | 4 aprilie 2016     | 17 aprilie 2017    | 25 iunie 2018      | Soy Luna |  |       | [ 4 ]  |
| Portugalia | Disney Channel Portugalia       | 4 aprilie 2016     | 17 aprilie 2017    | 10 septembrie 2018 | Soy Luna |  |       | [ 5 ]  |
| Franța | Disney Channel Franța           | 18 aprilie 2016    | 24 aprilie 2017    | 23 aprilie 2018    | Soy Luna |  |       | [ 6 ]  |
| Italia | Disney Channel Italia           | 9 mai 2016         | 8 mai 2017         | 28 mai 2018        | Soy Luna |  |       | [ 7 ]  |
| Țările de Jos · Belgia | Disney Channel Olanda și Belgia | 29 august 2016     | 4 septembrie 2017  | 28 mai 2018        | Soy Luna |  |       | [ 8 ]  |
| Germania Austria Liechtenstein Elveția | Disney Channel Germania         | 2 mai 2016         | 24 aprilie 2017    | 23 iulie 2018      | Soy Luna |  |       | [ 9 ]  |
| Israel | Disney Channel Israel           | 22 mai 2016        | 4 iunie 2017       | 14 octombrie 2018  | Soy Luna |  |       | [ 10 ] |
| Polonia | Disney Channel Polonia          | 16 mai 2016        | 18 septembrie 2017 | 29 octombrie 2018  | Soy Luna |  |       | [ 11 ] |
| România | Disney Channel Romania          | 16 mai 2016        | 18 septembrie 2017 | 15 octombrie 2018  | Soy Luna |  |       | [ 12 ] |
| Bulgaria | Disney Channel Bulgaria         | 16 mai 2016        | 18 septembrie 2017 | 15 octombrie 2018  | Soy Luna |  |       | [ 13 ] |
| Cehia Slovacia | Disney Channel Cehia            | 5 septembrie 2016  | 18 septembrie 2017 | 15 octombrie 2018  | Soy Luna |  |       | [ 14 ] |
| Ungaria | Disney Channel Ungaria          | 5 septembrie 2016  | 18 septembrie 2017 | 15 octombrie 2018  | Soy Luna |  |       | [ 15 ] |
| Insulele Åland · Danemarca · Finlanda · Groenlanda · Islanda · Insulele Feroe · Norvegia                                                                                  | Disney Channel Scandinavia      | 10 octombrie 2016  | 16 octombrie 2017  |                    | Soy Luna |  |       | [ 16 ] |

## Legăturiexterne
- Soy Luna la Internet Movie Database
- Wikia Soy Luna în limba română
- Jocuri cu Soy Luna Arhivat în 25 octombrie 2016, la Wayback Machine. - site romanesc